# 김기춘 (1955년)
김기춘(金基春, 1955년 9월 6일 ~ 2021년 7월 26일)은 서울특별시에서 교통 관련 공무원으로 근무하였으며, 2011년 3월 서울특별시도시철도공사의 사장으로 임명되었다.

## 생애
강원도 횡성군 출신으로 서울 동대문상고와 서울시립대학교를 졸업하고 서울대학교 행정대학원을 수료, 미국 펜실베니아주립대 행정대학원에서 석사학위를 취득하였다.